# Coccophagus tibialis
Coccophagus tibialis är en stekelart som beskrevs av Compere 1931. Coccophagus tibialis ingår i släktet Coccophagus och familjen växtlussteklar.
Artens utbredningsområde är:
- Filippinerna.
- Taiwan.

Inga underarter finns listade i Catalogue of Life.